# Rubia krascheninnikovii
Rubia krascheninnikovii är en måreväxtart som beskrevs av Antonina Ivanovna Pojarkova. Rubia krascheninnikovii ingår i släktet krappar, och familjen måreväxter. Inga underarter finns listade i Catalogue of Life.